# شجاع‌خانلو (خداآفرین)
شجاع‌خانلو یکی از روستاهای استان آذربایجان شرقی است که در دهستان بسطاملو بخش مرکزی شهرستان خداآفرین واقع شده‌است.